# 賽氏豆丁海馬
賽氏豆丁海馬（学名：Hippocampus severnsi）为海龍魚科海馬屬下的一个种。分布於太平洋區，包括日本、所羅門群島、印尼、巴布亞紐幾內亞、斐濟等海域，棲息深度8-20公尺，背鰭軟條14枚，胸鰭軟條10枚，體環12個，尾環27個，體長可達1.7公分，棲息在珊瑚礁海域，屬肉食性，以小型甲殼類為食，卵胎生。